# Agrinierita
L'agrinierita (K₂(Ca, Sr)(UO₂)₃O₃(OH)₂·5H₂O) és un mineral del grup dels hidròxids que es troba a les zones d'oxidació de dipòsits d'urani. Va ser anomenada així l'any 1972 per Fabien P. Cesbron, W. L. Brown, Pierre Bariand i Jacques Geffroy, en honor d'Henri Agrinier (1928-1971), un enginyer del laboratori de mineralogia de la Comissió Francesa de l'Energia Atòmica.
Segons la classificació de Nickel-Strunz l'agrinierita pertany a «04.GB - Uranils hidròxids, amb cations addicionals (K, Ca, Ba, Pb, etc.); principalment amb poliedres pentagonals UO₂(O,OH)₅» juntament amb els següents minerals: compreignacita, rameauita, becquerelita, bil·lietita, protasita, richetita, bauranoïta, calciouranoïta, metacalciouranoïta, fourmarierita, wölsendorfita, masuyita, metavandendriesscheïta, vandendriesscheïta, vandenbrandeïta, sayrita, curita, iriginita, uranosferita i holfertita.